# كريستيان فريدريك كوخ
كريستيان فريدريك كوخ (بالألمانية: Christian Friedrich Koch)‏ هو قاضي ألماني، ولد في 9 فبراير 1798 في Moryń ‏ في بولندا، وتوفي في 21 يناير 1872 في نيسا في بولندا.